# Abşeron (rajón)
Abşeron (rusky Апшерон Apšeron) je rajón v Ázerbájdžánu.
Má rozlohu 1360 km² a žije zde okolo 90 000 obyvatel. Hlavním městem je město Xirdalan.

## Historie jména
Název Abşeron pochází z perského slova Apšuran (آبشوران), což znamená místo slané vody.

## Demografie
- Ázerbájdžánci 96,2 % (86 592)
- ostatní 3,8 % (3608)